# Babilon. Serki dietetyczne
Babilon. Serki dietetyczne – reedycja pierwszych płyt zespołu Hurt, niepromowanych na szerszą skalę Babilon i Serki dietetyczne.

## Lista utworów
źródło:.
1. „Babilon” – 2:19
2. „Kanał” – 2:40
3. „Kapitalizm” – 3:16
4. „Dziewczyna z Konina” – 3:31
5. „System” – 3:19
6. „Kiedy byłem...” – 2:45
7. „Jezus (w 3 osobach)” – 2:27
8. „Serki dietetyczne” – 2:40
9. „Zdejmij ten krzyż” – 1:49
10. „Punk's not dead” – 2:53
11. „Szatan” – 2:51
12. „Oto ja, oto on” – 2:28
13. „W moim mieście...” – 4:38
14. „Idiota” – 2:42
15. „Kapitalizm” /wersja inna/ – 3:58
16. „Babilon” /wersja inna/ – 2:19
17. „No Future” – 3:22